# Устюжаніно
Устюжа́ніно (рос. Устюжанино) — село у складі Ленінськ-Кузнецького округу Кемеровської області, Росія.

## Населення
Населення — 13 осіб (2010; 28 у 2002).
Національний склад (станом на 2002 рік):
- росіяни — 93 %